# 葛西海浜公園

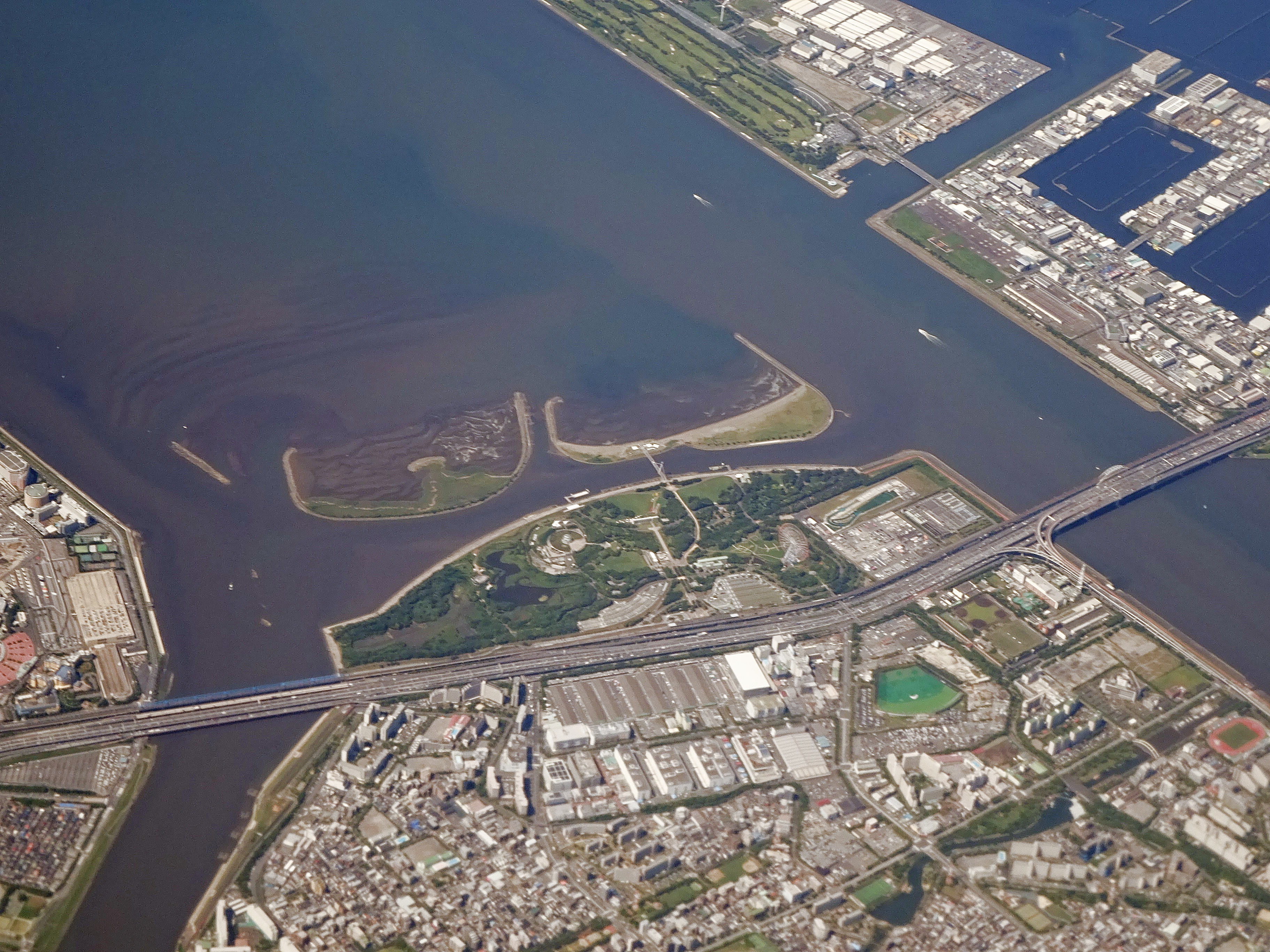
葛西臨海公園と葛西海浜公園（2023年）

葛西海浜公園（かさいかいひんこうえん）は、東京都江戸川区に所在する東京都港湾局が所管する都立の海上公園（海浜公園）である。東京湾に面した東西二つのなぎさと水域からなり、陸側の葛西臨海公園と葛西渚橋で結ばれる。ラムサール条約湿地に登録されている。

## 概要

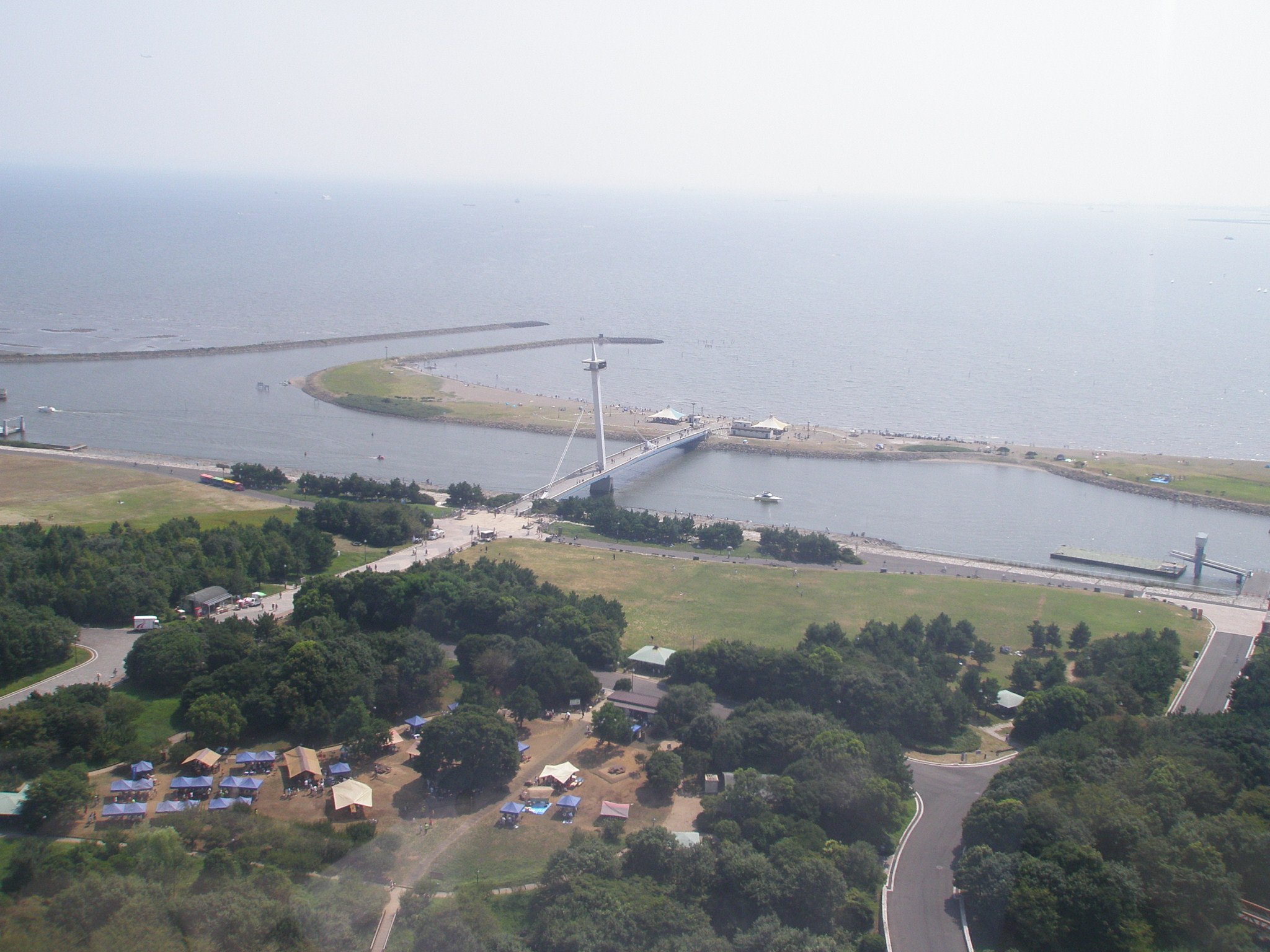
ダイヤと花の大観覧車から望む葛西臨海公園（手前）と葛西海浜公園（奥）。中央の橋（葛西渚橋）で葛西臨海公園と接続するのが「西なぎさ」。画面左奥が「東なぎさ」（2009年）。

東京湾の湾奥にあたる北端、荒川と旧江戸川の河口に位置する。荒川と旧江戸川の淡水が海に流れ込む汽水域で、干潟の保全を目的としてU字型の導流堤を設置して造成された「西なぎさ」と「東なぎさ」の2つの人工海浜から構成される。西なぎさには山砂が、東なぎさには浚渫砂泥がそれぞれ投入されている。西なぎさは葛西渚橋を通じて立ち入り可能で、各種イベントが催され家族連れや多くの人々で賑わう。2012年には約50年ぶりに海水浴が復活した。他方、東なぎさは自然環境保護のため一般の立ち入りが禁止になっている。
両なぎさは自然干潟である三枚洲に連なり、この三枚洲もラムサール条約の登録範囲に含まれている。ラムサール条約の登録範囲は西なぎさの沿海部および東なぎさの全域、両なぎさの沿海部を含む367ヘクタールである。一帯ではスズガモ、カンムリカイツブリ、コアジサシなど126種の鳥類が見られる。

## 葛西沖の歴史

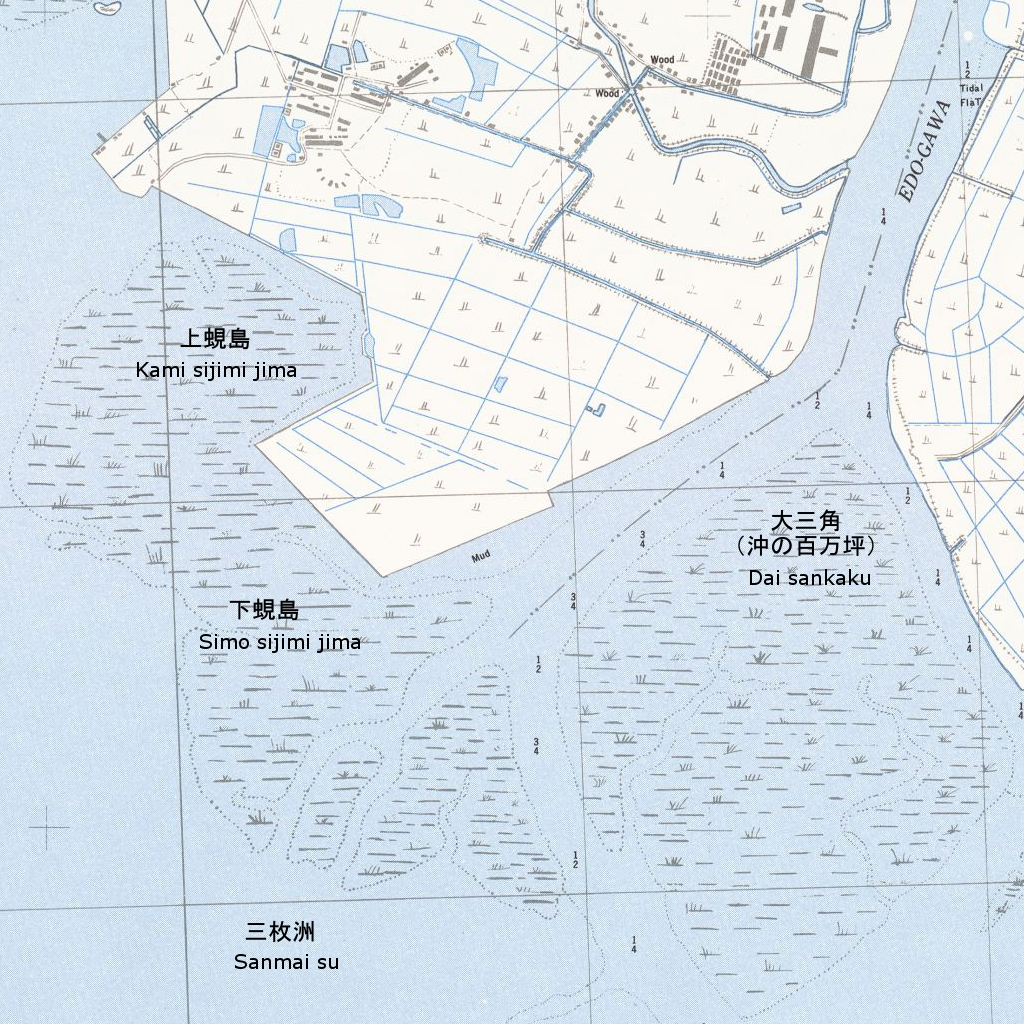
1945年（昭和20年）頃の現葛西海浜公園一帯

### 昭和30年代中頃まで
葛西沖、現在の葛西海浜公園付近にはかつて広大な干潟が存在し、名産「葛西海苔」の養殖やアサリ・ハゼ等の沿岸漁業が盛んに行われていた。江戸時代の古文書にはこの地で約700年前から漁業が営まれていたことが記されている。葛西沖は漁業の場であると同時に行楽の場でもあり、春は潮干狩り、夏は海水浴、秋はハゼ釣り、冬は「すだて」と呼ばれる舟遊びで、東京一円から来る観光客で賑わっていた。

### 昭和30年から45年頃
戦後、1950年代中頃になると、東京への人口と産業の一極集中や工場からの排水などによって東京湾の汚染が進んだ。海に面した葛西地区は浸水被害も多かったため、1957年（昭和32年）には延長4450メートルの海岸堤防が造られた。防潮堤の背後では道路や鉄道の整備も進まず、常時水が溜まった未利用地となり、高度経済成長期にあって大量に発生した残土や産業廃棄物が不法投棄され環境が悪化した。また、明治時代から続いた地下水の汲上げによって地盤沈下が進み、葛西地区では178ヘクタールもの民有地が水没していた。葛西沖でも漁業が成り立たなくなり、1965年（昭和40年）には葛西沖の漁村は姿を消した（1962年〈昭和37年〉漁業補償協定締結により漁業権消滅、1964年〈昭和39年〉 農林省により葛西漁港の指定取消）。

### 昭和45年頃以降
1960年代末から1970年代頃になると、都市化を背景に全国的に自然環境の喪失に危機感を抱く声が高まり、自然保護や公園整備などの取り組みが加速した。東京の海の埋立てが進む中で、葛西沖だけが自然の姿をとどめており、三枚洲の保全やそこに生息する生き物の保護を訴える声が高まった。1969年（昭和44年）に、東京都は葛西沖の開発構想の検討に着手、1972年（昭和47年）から葛西沖開発事業を開始した。事業は水没した土地の復元と、新たな土地の創造を行い、豊かな自然と都市機能が調和したまちをつくることを目的とした。土地区画整理により、水没していた民有地が復活し、公有水面の埋立てによって348ヘクタールの新たな土地が生み出され、また道路や公園・緑地の整備も進んだ。葛西海浜公園は葛西沖開発の一環として、三枚洲の自然回復を目的に整備された。公園は1980年（昭和55年）に本格的な整備が始まり、1989年（平成元年）に開園した。